# Microsoft Message Queuing
Microsoft Message Queuing або MSMQ це реалізація черги повідомлень розроблена Microsoft та розгорнута у серверних варіантах Windows починаючи з Windows NT 4 та Windows 95. Остання Windows 8 також включає цей компонент. На додачу до основної підтримки в серверних платформах, MSMQ також вбудовується в Microsoft Embedded платформи починаючи з 1999 та релізу Windows CE 3.0.

## Зноски
1. ↑  Microsoft Windows CE 3.0 Message Queuing Service. Microsoft Developer Network. Архів оригіналу за 11 жовтня 2018. Процитовано 25 листопада 2009.